# 鮫島幸恵
鮫島 幸恵（さめじま ゆきえ、1989年〈平成元年〉12月2日 - ）は、日本のタレント、お笑い芸人、喜劇女優。吉本新喜劇の座員。大阪府高槻市出身。吉本興業所属。本名は金成幸恵。

## 人物・略歴
関西創価中学校・高等学校、創価大学卒業。
特技は書道と中国語。その他、中学時代に吹奏楽部で担当していたクラリネットを得意としている。
高校在学中から女優を志し、100社に及ぶ芸能事務所に履歴書を送るも不合格で、2012年の第6個目金の卵オーディションで、晴れて吉本新喜劇に入団した。
2014年、『よしもと新喜劇55周年〜朝まで生新喜劇〜』内で行われた「生新喜劇マドンナ選挙」で、元NMB48の福本愛菜に次ぎ第2位となった。
主に辻本茂雄座長公演に出演することが多く、辻本演じる茂造の恋人を演じることも多々ある。
川畑泰史座長公演では、両親に結婚の許しを貰う役を演じることが多くある。
吉田裕や清水けんじや信濃岳夫の元彼女役という設定でも登場している。
2024年4月1日、千葉公平との結婚を発表。

## 出演番組

### テレビ
- よしもと新喜劇（毎日放送）